# Dover Playing Fields
Dover Playing Fields – mały stadion piłkarski znajdujący się w Dover, w parafii Christ Church na Barbadosie. Posiada nawierzchnię trawiastą. Może pomieścić 1000 osób.